# Erziehung vor Verdun
Erziehung vor Verdun ist der Titel eines Romans von Arnold Zweig, der 1935 im Querido Verlag erschien. Er ist Teil von Zweigs unvollendetem Romanzyklus Der große Krieg der weißen Männer.

## Handlung
Die Handlung des Romans beginnt im Juli 1916. Der Armierungssoldat Werner Bertin lernt im Verlauf der Schlacht um Verdun im Gebiet des Kanton Damvillers den einjährigfreiwilligen Unteroffizier Christoph Kroysing kennen. Der aus Nürnberg im Königreich Bayern stammende Kroysing ist bürgerlicher Herkunft und bereits zum Offizierskurs angemeldet. Er findet in dem Akademiker Bertin einen gleichgesinnten Kameraden und teilt ihm seine ausweglose Situation mit: Vor mehreren Wochen hatte er die wiederholte Unterschlagung der Mannschaftsverpflegung durch andere Unteroffiziere seiner Kompanie nicht länger hinnehmen mögen. Sein Beschwerdebrief an einen als hoher Offizier der Militärischen Eisenbahn-Direktion tätigen Onkel wurde durch die Briefzensur abgefangen und mit der Aufforderung nach kriegsgerichtlicher Untersuchung gegen den Verfasser ans Bataillon zurückgeschickt. In der Folge wurde er durch die Befehlsgewalt des Hauptmann Niggl in einen besonders gefährdeten Frontabschnitt verlegt, da die Kompanieführung an einer genaueren Untersuchung nicht interessiert war. Der „Schipper“ Bertin verspricht, am kommenden Tag einen Brief des Unteroffiziers an sich zu nehmen, um ihn über Umwege an den Onkel weiterzuleiten. Beim geplanten zweiten Treffen am folgenden Tag erfährt der bestürzte Bertin, dass Christoph Kroysing in der Nacht durch Artilleriebeschuss ums Leben gekommen ist.
Am Sarg des Verstorbenen lernt er dessen Bruder, den Pionierleutnant Eberhard Kroysing kennen. Dieser hatte keine enge Verbindung zu seinem Bruder gepflegt, nimmt sich nun aber umso entschiedener der Situation an. Durch den in Montmédy ansässigen Kriegsgerichtsrat Carl Georg Mertens wird eine Untersuchung aufgenommen. Des Weiteren veranlasst er durch einen vorgesetzten Offizier die Verlegung der Kompanie des Hauptmanns Niggl ins Fort Douaumont und damit ins unmittelbare Frontgebiet. Das Fort befand sich seit dem 25. Februar 1916 in deutscher Hand, nachdem die deutschen Truppen vier Tage zuvor die Schlacht um Verdun begonnen hatten. Leutnant Kroysing nimmt sich in der Folgezeit des Hauptmanns an und hat ihn kurz davor, ein benötigtes Geständnis zu unterschreiben, als am 24. Oktober 1916 eine massive Offensive der französischen Truppen beginnt. Das Fort wird geräumt und Hauptmann Niggl entkommt der bedrohlichen Situation.
Einige Zeit später kommt der inzwischen verwundete Leutnant Eberhard Kroysing bei einem Fliegerangriff auf sein Feldlazarett ums Leben. Hauptmann Niggl ist damit seinem Verfolger entkommen. Auch ein Kamerad von Schipper Bertin, der gelernte Setzer und Sozialdemokrat Wilhelm Pahl, wird beim Angriff getötet. Dieser hatte sich selbst verstümmelt, um auf diese Weise dem Krieg zu entkommen.
Der Armierungssoldat Werner Bertin erreicht es einige Zeit später, nach langem Widerstand seiner Kompanie, in die Schreibstube des Kriegsgerichtsrats Dr. Posnanski versetzt zu werden. Dieser ist der Heeresgruppe des Generals Lychow zugeordnet, die inzwischen an der Ostfront im Herrschaftsgebiet von Ober Ost im Einsatz ist. Werner Bertin verabschiedet sich nach fast zwei entbehrungsreichen Jahren von seiner Kompanie.
Am 29. Juni 1919, einige Monate nach Beendigung des Ersten Weltkrieges, sucht Bertin Nürnberg auf, um die Eltern der Brüder Kroysing aufzusuchen. Im letzten Moment verliert er den Mut, da er noch nicht bereit ist, die alten Wunden aufzureißen.

## Entstehung
Bereits im 1927 erschienenen Roman Der Streit um den Sergeanten Grischa wurde von Zweig dieser Roman angekündigt. Aber im Laufe der Entstehung des Romans kam Zweig zu der Überzeugung, die Handlung auf zwei Romane aufteilen zu müssen – Junge Frau von 1914 und eben Erziehung vor Verdun. Zweig arbeitete parallel an diesen beiden Romanen. Nachdem er Junge Frau von 1914 jedoch 1931 fertiggestellt hatte, ließ er die Arbeiten am Verdun-Roman ruhen. Er nahm die Arbeit daran erst 1934 im Exil in Haifa wieder auf.

## Verfilmung
1973 entstand in der DDR der dreiteilige Fernsehfilm Erziehung vor Verdun unter der Regie von Egon Günther, der auf dem Roman basierte und auch denselben Titel trug. Diese Verfilmung erhielt 1974 den Teleplay Award bei den Baden-Badener Tagen des Fernsehspiels.
Die aktuelle Ausstrahlung im MDR am 6./9. August 2014 zeigte eine auf 2 Teile gekürzte Fassung.

## Stil
Bei diesem Roman handelt es sich, wie auch der Titel andeutet, um einen Erziehungsroman (eine Nebenform des Entwicklungsromans). Der zunächst vergleichsweise begeistert in den Krieg ziehende Werner Bertin entfernt sich im Verlauf des Krieges immer weiter von dieser Position. Als einfacher Soldat lernt er die unterschiedliche Deutung der Kriegswirklichkeit durch Mannschaftssoldaten, Unteroffiziere und Offiziere kennen. Ein zentrales Thema des Buches ist die Übertragung der wilhelminischen Klassengesellschaft auf das deutsche Militär im Ersten Weltkrieg. Anders als im Buch Im Westen nichts Neues von Erich Maria Remarque konzentriert sich Zweig nicht speziell auf die traumatischen (Front-)Kriegserlebnisse der einfachen Soldaten, sondern auf die Beurteilung des Krieges hinsichtlich gesellschaftlicher, politischer und ökonomischer Faktoren. Zweig war bereits in den Romanen Der Streit um den Sergeanten Grischa und Junge Frau von 1914 so vorgegangen und verwendete dieses Verfahren auch in dem Roman Einsetzung eines Königs.

## Sekundärliteratur
- Hans-Jürgen Fröhlich: Der gestiefelte Parzival. Wolfgang Leppmann über Arnold Zweig: Erziehung vor Verdun. (1935). In: Marcel Reich-Ranicki (Hrsg.): Romane von gestern heute gelesen. Frankfurt am Main 1989, ISBN 3-10-062911-6, S. 91–97.